# 室町公大
室町 公大（むろまち きんもと、1868年3月17日（慶應4年2月24日）- 1907年（明治40年）9月7日）は、明治期の政治家・華族。貴族院伯爵議員。旧姓・四辻、幼名・峯太郎。

## 経歴
山城国京都で四辻公賀の長男として生まれる。1884年（明治17年）7月、叔父・義兄公康が室町と改姓。1888年（明治21年）公大と改名。義兄・公康の死去に伴い、1890年（明治23年）5月10日に伯爵を襲爵した。
1904年（明治37年）7月10日、貴族院伯爵議員に選出され、死去するまで在任した。その他、歌御会始講頌御人数、英照皇太后御葬祭斎官などを務めた。

## 親族
- 妻 室町賀寿子（園池公静長女）[1][4]
- 長男 室町公藤（伯爵、掌典長）[1][4]
- 二男 芝亭公同（芝亭愛古養子）[1]
  - 孫　愛子(1929/8/5[9])
  - 孫　薫(1931/11/29、吉川尚宏夫人[9])
- 四弟 東儀民四朗
- 叔父(父親の弟) 北河原公憲
- 従兄弟(北河原公憲の息子) 北河原公平

## 系譜
東山天皇の男系六世子孫である。東山天皇の孫（閑院宮直仁親王の子）で鷹司家を継いだ鷹司輔平の男系後裔。

詳細は皇別摂家#系図も参照のこと。